# Dilsbach
Der Dilsbach ist ein etwa siebeneinhalb Kilometer langer linker und westlicher Zufluss der Gersprenz.

## Geographie

### Verlauf

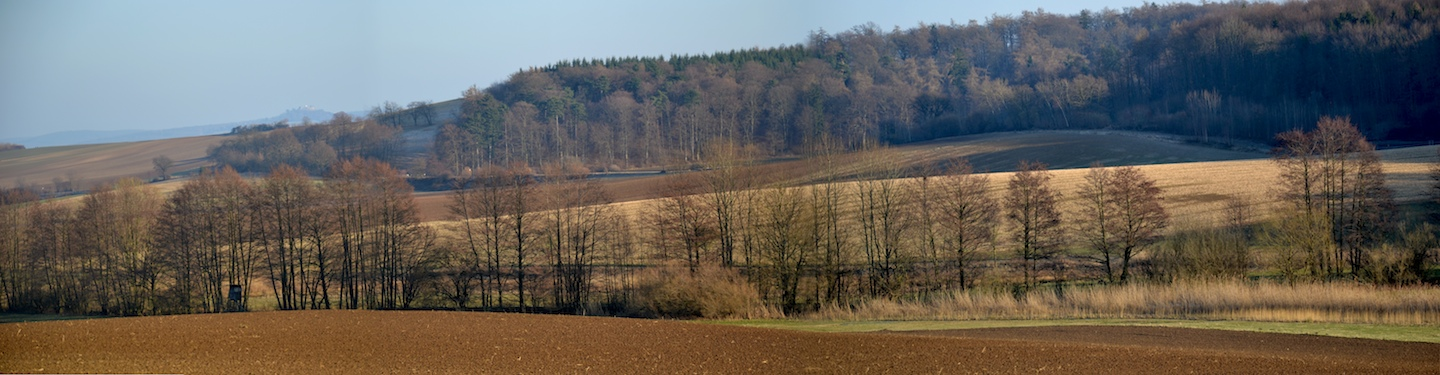
Der Oberlauf des Dilsbach bei Ober-Ramstadt – Panorama

 Der Bach entspringt am Habichtsrech östlich von Ober-Ramstadt, durchfließt den Weiler Dilshofen sowie Reinheim-Spachbrücken und vereint sich nördlich des Naturschutzgebietes Reinheimer Teich mit dem Abfluss des Teichs und dem Langen Graben (im Oberlauf Wembach) zum Landwehrgraben, der nach circa einem Kilometer in die Gersprenz mündet.

### Zuflüsse
- Litzelbach (rechts), 0,7 km
- Reifelbach (links), 1,2 km
- Bettenwiesengraben (links), 1,0 km

### Flusssystem Gersprenz
- Fließgewässer im Flusssystem Gersprenz

## Biotop
Der Reinheimer Teich ist ein bekanntes Naturschutzgebiet, in welchem u. a. die Europäische Sumpfschildkröte vorkommt.

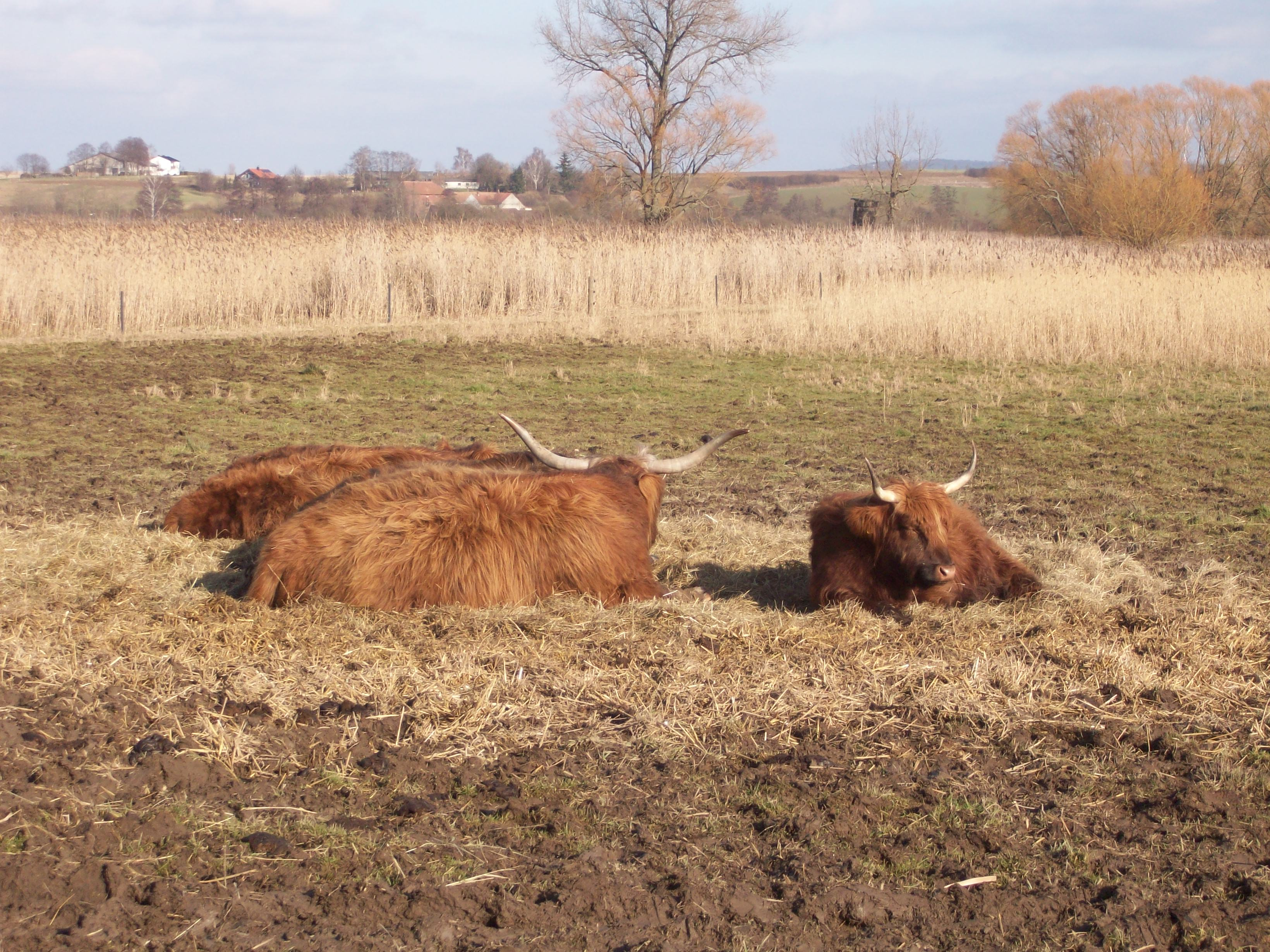
Schottische Hochlandrinder an den Reinheimer Teichen, nahe dem NABU-Standort am vorbeifließenden Dilsbach
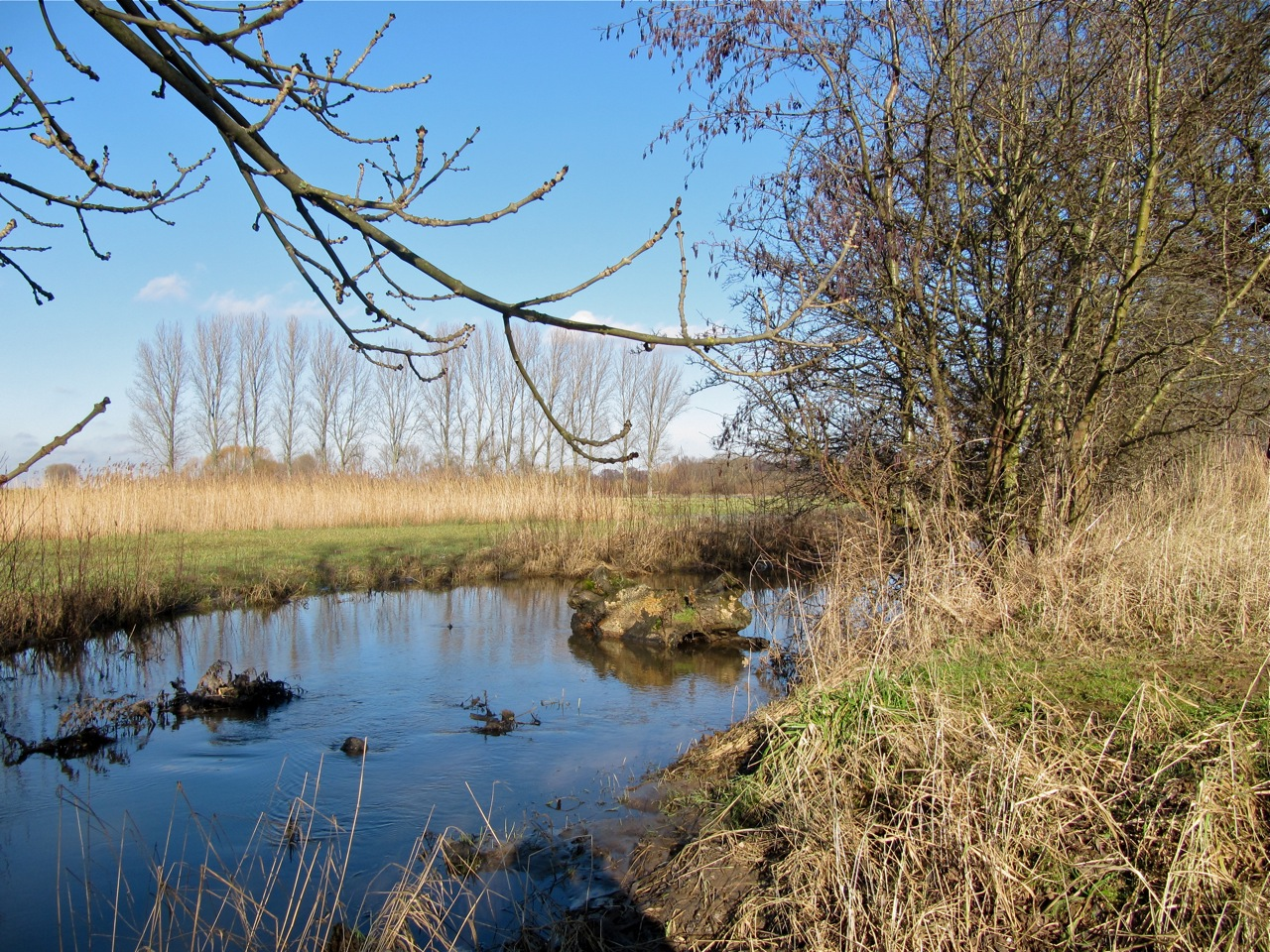
Der Dilsbach am Reinheimer Teich
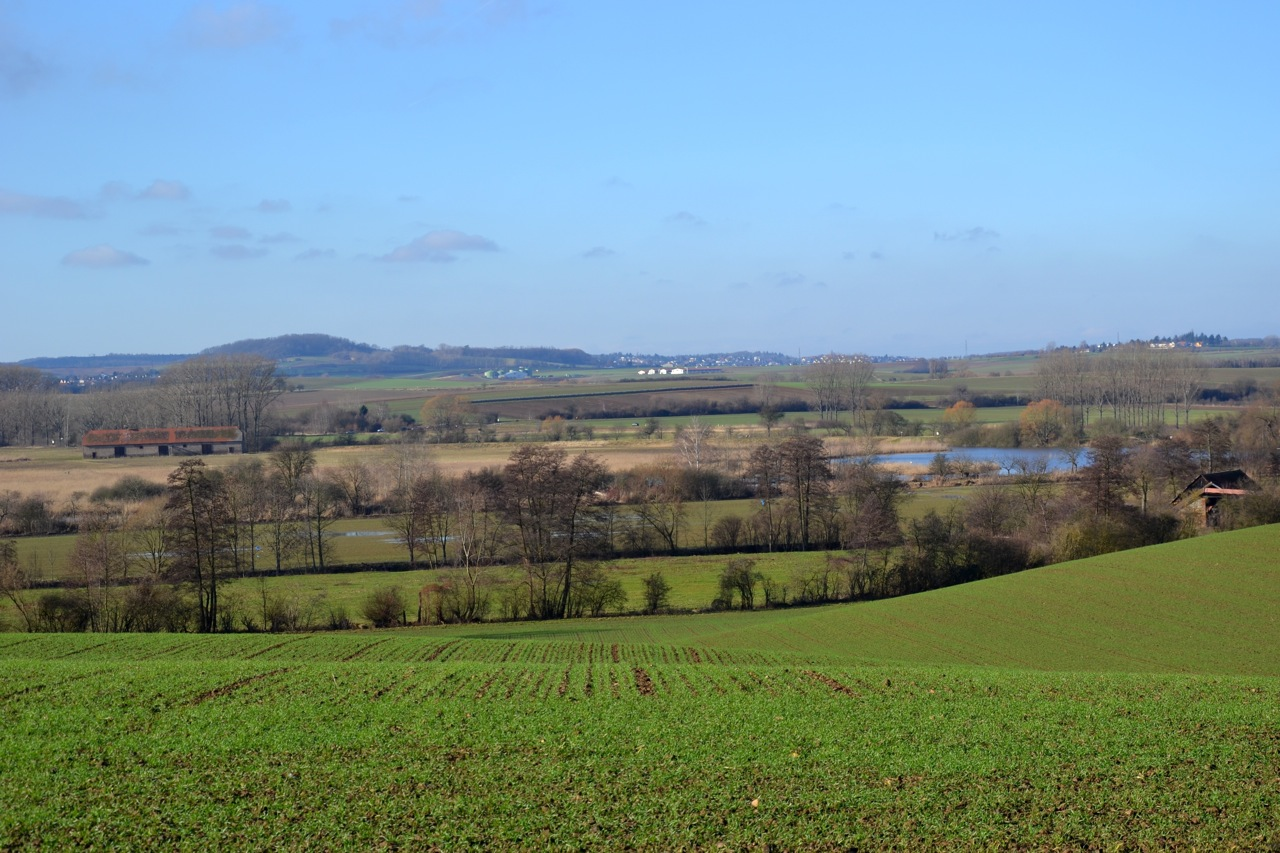
Blick auf den Reinheimer Teich. Hinter der Scheune fließt der Dilsbach am Teich entlang
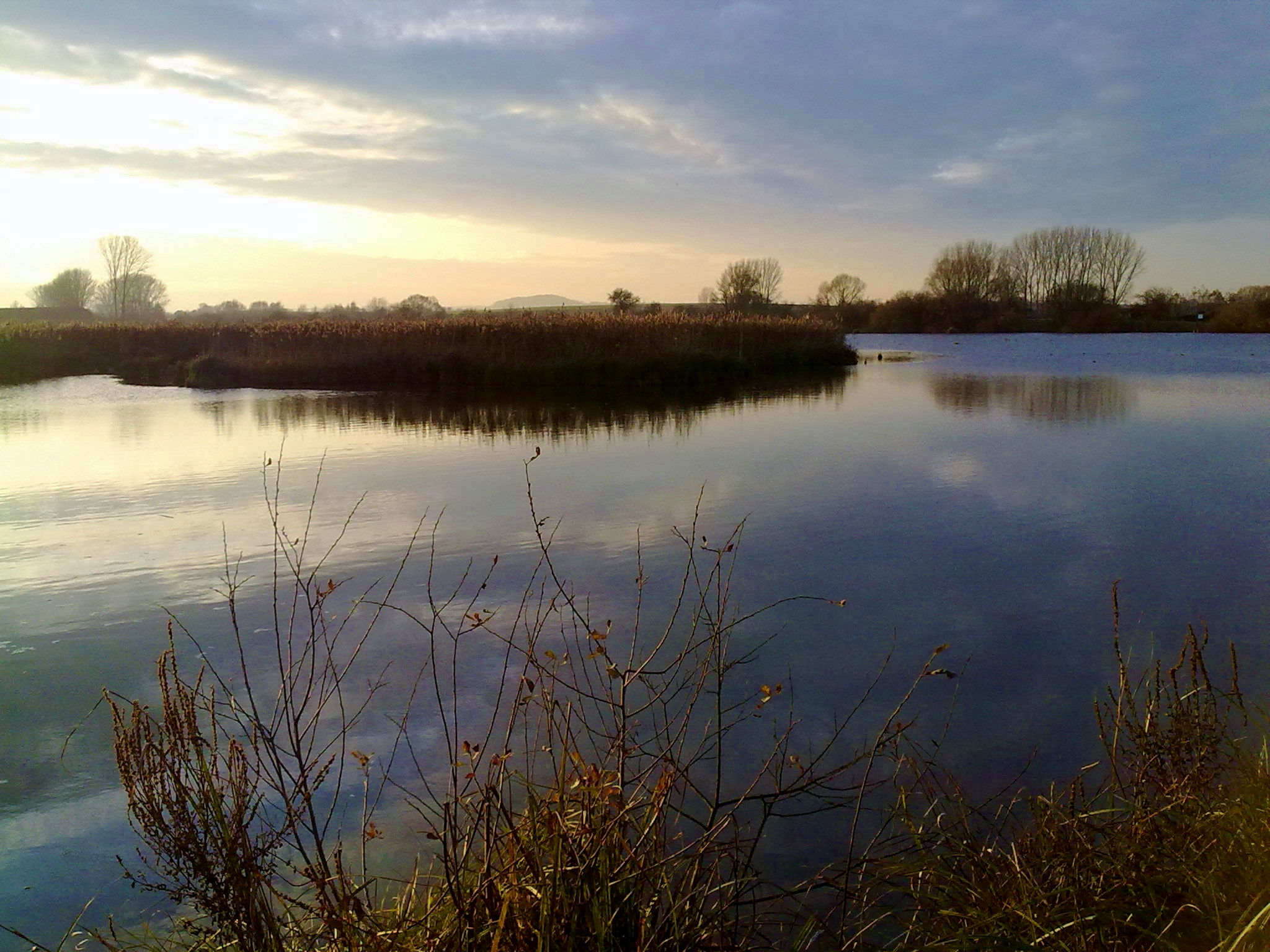
Die Reinheimer Teiche im November 2011